# James May's Top Toys
James May's Top Toys var ett program som sändes i BBC:s satsning Game on som var en serie program som hyllade lekande och spel. I programmet hyllar James May sin barndoms favoritleksaker och den effekt de haft på hans liv. När James var tre år fick han en bil i julklapp av sin pappa, därifrån växte sedan hans intresse för bilar och konstruktioner av olika slag. I programmet visar han bland annat Lego, modelltåg, bilbanor och Mekano. 
I programmet testar även James att släppa en Action Man från en helikopter för att testa den medföljande fallskärm, inslaget slutar med att dockan med ett automatgevär av modell AR-15 för att sedan referera till dockan som Killed-in-action-Man.
Programmet låg till grund för spinoffprogrammet James May: My Sisters' Top Toys och -serien James May's Toy Stories.  